# Karma (Bogenschützin)
Karma (* 6. Juni 1990 in Tsenkharla) ist eine bhutanische Bogenschützin.

## Karriere
Karma begann 2009 mit dem Bogenschießen. 2013 und 2015 nahm sie an den Weltmeisterschaften teil. Bei den Olympischen Sommerspielen 2016 in Rio de Janeiro war sie während der Eröffnungsfeier die Fahnenträgerin ihres Landes. Sie startete im Einzel schied jedoch bereits in der ersten Runde gegen die Russin Tujana Daschidorschijewa aus.
Während der Eröffnungsfeier der Olympischen Sommerspiele 2020 war sie wie schon 2016, diesmal gemeinsam mit dem Schwimmer Sangay Tenzin, die Fahnenträgerin ihrer Nation. Tenzin war zudem Fahnenträger bei der Schlussfeier.